# Чемпіонат Азербайджану з футзалу
Чемпіонат Азербайджану з футзалу (азерб. Azərbaycan milli futzal çempionatı) — змагання серед азербайджанських міні-футбольних клубів, що проводиться під егідою Асоціація футбольних федерацій Азербайджану (АФФА). Цей чемпіонат є головним футзальним чемпіонатом Азербайджану.

## Клуби сезону 2009—2010
- Араз (Нахічевань)
- Азметко
- Нефтчі Баку
- Екол Баку
- Карабах В. Агдам
- Сумгаїт
- Апшерон Сарай

## Чемпіони
| Сезон   | Чемпіон           |
| ------- | ----------------- |
| 1994    | Нефтчі Баку       |
| 1995    | Азада             |
| 1996    | Автомобіліст      |
| 1997-98 | Автомобіліст      |
| 1998-99 | Азернефт          |
| 1999-00 | Азернефт          |
| 2000-01 | Туран Air         |
| 2001-02 | Туран Air         |
| 2002-03 | Трибют            |
| 2003-04 | Туран Air         |
| 2004-05 | Араз (Нахічевань) |
| 2005-06 | Араз (Нахічевань) |
| 2006-07 | Араз (Нахічевань) |
| 2007-08 | Араз (Нахічевань) |
| 2008-09 | Араз (Нахічевань) |
| 2009-10 | Араз (Нахічевань) |
| 2010-11 | Араз (Нахічевань) |
| 2011-12 | Араз (Нахічевань) |